# Dorstenia roigii
Dorstenia roigii är en mullbärsväxtart som beskrevs av Nathaniel Lord Britton. Dorstenia roigii ingår i släktet Dorstenia och familjen mullbärsväxter. Inga underarter finns listade i Catalogue of Life.